# Liste der Nationalrekorde im 800-Meter-Lauf der Frauen
Der 800-Meter-Lauf ist eine Mittelstreckendistanz, die bei Olympischen Spielen oder Leichtathletik-Weltmeisterschaften ausgetragen wird. Die Disziplin wird seit 1960 bei den Frauen als olympische Disziplin gewertet.
In der Liste sind sowohl Länder, die Mitglieder der Vereinten Nationen sind, als auch Länder, die offiziell zu einem Staat hinzugehören, aber ein eigenes Komitee beim Weltleichtathletikverband World Athletics haben. Dabei handelt es sich zum Beispiel um Überseegebiete von Frankreich oder Großbritannien sowie um Autonome Provinzen, wie beispielsweise Hongkong.
Die einzelnen Kontinentalrekorde sind blau hinterlegt, der Weltrekord von Jarmila Kratochvilova ist golden gefärbt.
Die Liste zeigt jeweils nur die beste gelaufene Zeit eines Landes (bei identen Zeiten, ist der aktuellere Lauf festgehalten), dies dient aber nicht dem Überblick der am schnellsten gelaufenen Zeiten. (Siehe 800-Meter-Lauf, Weltbestenliste.)

## Liste
| Staat                          | Flagge                         | Name                      | Zeit        | Ort                   | Datum              | Quelle                                                                    |
| ------------------------------ | ------------------------------ | ------------------------- | ----------- | --------------------- | ------------------ | ------------------------------------------------------------------------- |
| Afghanistan                    | Afghanistan                    | Mehrangiz Bijanpoor       | 2:38,28 min | Oslo                  | 19. August 2007    |                                                                           |
| Ägypten                        | Agypten                        | Wala Mohamed Ahmed        | 2:07,7 min  | Maadi                 | 6. April 2007      | [ 1 ]                                                                     |
| Albanien                       | Albanien                       | Luiza Gega                | 2:01,31 min | Tiflis                | 21. Juni 2014      | Luiza Gega in der Datenbank von World Athletics (englisch)                |
| Algerien                       | Algerien                       | Hassiba Boulmerka         | 1:58,72 min | Rom                   | 17. Juli 1991      | Hassiba Boulmerka in der Datenbank von World Athletics (englisch)         |
| Amerikanisch-Samoa             | Samoa Amerikanisch             | Paula Stevenson           | 2:39,11 min | Noumea                | 10. Dezember 1987  | [ 2 ]                                                                     |
| Amerikanische Jungferninseln   | Jungferninseln Amerikanische   | Michelle Smith            | 2:06,18 min | St. George’s          | 1. April 2024      | Michelle Smith in der Datenbank von World Athletics (englisch)            |
| Andorra                        | Andorra                        | Natalia Gallego           | 2:13,04 min | Castres               | 11. August 2007    | Natalia Gallego in der Datenbank von World Athletics (englisch)           |
| Angola                         | Angola                         | Felismina Cavela          | 2:07,01 min | Bilbao                | 21. Juni 2014      | [ 3 ]                                                                     |
| Anguilla                       | Anguilla                       | Vincia Convor             | 2:25,5 min  | Basseterre            | 3. Juli 1994       | [ 4 ]                                                                     |
| Antigua & Barbuda              | Antigua und Barbuda            | Charmaine Thomas          | 2:06,36 min | Bloomington           | 13. Mai 1995       | [ 5 ]                                                                     |
| Äquatorialguinea               | Äquatorialguinea               | Emilia Mikue Ondo         | 2:15,72 min | Osaka                 | 25. August 2007    | Emilia Mikue Ondo in der Datenbank von World Athletics (englisch)         |
| Argentinien                    | Argentinien                    | Martina Escudero          | 2:02,75 min | Ordizia               | 22. Juni 2024      | Martina Escudero in der Datenbank von World Athletics (englisch)          |
| Armenien                       | Armenien                       | Tsovik Grigoryan          | 2:04,0 min  | Tiflis                | 15. Oktober 1987   | [ 6 ]                                                                     |
| Aruba                          | Aruba                          | Anya Mantilla             | 2:30,59 min | Willemstad            | 19. Juni 2004      | [ 7 ]                                                                     |
| Aserbaidschan                  | Aserbaidschan                  | Anastassija Komarowa      | 2:02,50 min | Baku                  | 21. Juni 2015      | Anastassija Komarowa in der Datenbank von World Athletics (englisch)      |
| Äthiopien                      | Athiopien                      | Tsige Duguma              | 1:56,64 min | Keqiao                | 3. Mai 2025        | Tsige Duguma in der Datenbank von World Athletics (englisch)              |
| Australien                     | Australien                     | Claudia Hollingsworth     | 1:57,76 min | Chorzów               | 16. August 2025    | Claudia Hollingsworth in der Datenbank von World Athletics (englisch)     |
| Bahamas                        | Bahamas                        | Vernetta Rolle            | 2:04,82 min | Atlanta               | 23. Mai 1998       | Vernetta Rolle in der Datenbank von World Athletics (englisch)            |
| Bahrain                        | Bahrain                        | Nelly Jepkosgei           | 1:57,69 min | Trier                 | 6. September 2024  | Nelly Jepkosgei in der Datenbank von World Athletics (englisch)           |
| Bangladesch                    | Bangladesch                    | Sharmila Ray Chakma       | 2:13,3 min  | Dhaka                 | 22. Dezember 1985  | [ 8 ]                                                                     |
| Barbados                       | Barbados                       | Sade Sealy                | 2:02,23 min | Lima                  | 7. August 2019     | Sade Sealy in der Datenbank von World Athletics (englisch)                |
| Belarus                        | Belarus                        | Rawilja Agletdinowa       | 1:56,1 min  | Podolsk               | 21. August 1982    | Rawilja Agletdinowa in der Datenbank von World Athletics (englisch)       |
| Belgien                        | Belgien                        | Sandra Stals              | 1:58,31 min | Hechtel               | 1. August 1988     | Sandra Stals in der Datenbank von World Athletics (englisch)              |
| Belize                         | Belize                         | Sharette Garcia           | 2:05,33 min | Irvine                | 25. April 1992     | [ 9 ]                                                                     |
| Benin                          | Benin                          | Noélie Yarigo             | 1:58,65 min | Paris                 | 9. Juni 2023       | Noélie Yarigo in der Datenbank von World Athletics (englisch)             |
| Bermuda                        | Bermuda                        | Tamika Williams           | 2:04,40 min | Palo Alto             | 17. April 2004     | Tamika Williams in der Datenbank von World Athletics (englisch)           |
| Bhutan                         | Bhutan                         | Tenzin Yangden            | 2:53,4 min  | Phuntsholing          | 21. Januar 2003    | [ 10 ]                                                                    |
| Bolivien                       | Bolivien                       | Niusha Mancilla           | 2:03,98 min | Ambato                | 15. September 2001 | Niusha Mancilla in der Datenbank von World Athletics (englisch)           |
| Bosnien und Herzegowina        | Bosnien und Herzegowina        | Biba Kajan                | 2:03,02 min | Zagreb                | 22. Juni 1985      | [ 11 ]                                                                    |
| Botswana                       | Botswana                       | Oratile Nowe              | 1:56,76 min | Chorzów               | 26. August 2025    | Oratile Nowe in der Datenbank von World Athletics (englisch)              |
| Brasilien                      | Brasilien                      | Luciana Mendes            | 1:58,27 min | Hechtel               | 30. Juli 1994      | Luciana Mendes in der Datenbank von World Athletics (englisch)            |
| Britische Jungferninseln       | Jungferninseln Britische       | Samantha John             | 2:06,64 min | Port of Spain         | 2. August 2009     | Samantha John in der Datenbank von World Athletics (englisch)             |
| Brunei                         | Brunei                         | Noorhanani Hamid          | 2:27,5 min  | Bandar Seri Begawan   | 7. August 1994     | [ 12 ]                                                                    |
| Bulgarien                      | Bulgarien                      | Nikolina Schterewa        | 1:55,42 min | Montreal              | 26. Juli 1976      | Nikolina Schterewa in der Datenbank von World Athletics (englisch)        |
| Burkina Faso                   | Burkina Faso                   | Honorine Yaméogo          | 2:13,30 min | Ouagadougou           | 20. Juli 2003      | Honorine Yaméogo in der Datenbank von World Athletics (englisch)          |
| Burundi                        | Burundi                        | Francine Niyonsaba        | 1:55,47 min | Monaco                | 21. Juli 2017      | Francine Niyonsaba in der Datenbank von World Athletics (englisch)        |
| Cayman Islands                 | Cayman Islands                 | Sandra Wellington         | 2:16,24 min | Bridgetown            | 9. April 1985      | [ 13 ]                                                                    |
| Chile                          | Chile                          | Alejandra Ramos           | 2:00,20 min | Jerez                 | 3. September 1990  | Alejandra Ramos in der Datenbank von World Athletics (englisch)           |
| Republik China (Taiwan)        | Taiwan                         | Lee Ya-hui                | 2:04,74 min | Fukuoka               | 21. Juli 1988      | Lee Ya-hui in der Datenbank von World Athletics (englisch)                |
| Volksrepublik China            | China Volksrepublik            | Liu Dong                  | 1:55,54 min | Peking                | 9. September 1993  | Liu Dong in der Datenbank von World Athletics (englisch)                  |
| Cookinseln                     | Cookinseln                     | Attina Sawtell            | 2:17,06 min | Tereora               | 3. August 1985     | Attina Sawtell in der Datenbank von World Athletics (englisch)            |
| Costa Rica                     | Costa Rica                     | Maureen Stewart           | 2:05,98 min | San Juan              | 5. Juni 1988       | [ 14 ]                                                                    |
| Dänemark                       | Danemark                       | Annemarie Nissen          | 2:00,10 min | Tampere               | 8. August 2023     | Annemarie Nissen in der Datenbank von World Athletics (englisch)          |
| Deutschland                    | Deutschland                    | Sigrun Wodars             | 1:55,26 min | Rom                   | 31. August 1987    | Sigrun Wodars in der Datenbank von World Athletics (englisch)             |
| Dominica                       | Dominica                       | Dawn Williams-Sewer       | 1:59,06 min | Atlanta               | 27. Juli 1996      | Dawn Williams-Sewer in der Datenbank von World Athletics (englisch)       |
| Dominikanische Republik        | Dominikanische Republik        | Isabel De La Cruz         | 2:05,5 min  | Rio Piedras           | 12. Januar 1974    | [ 15 ]                                                                    |
| Dschibuti                      | Dschibuti                      | Souhra Ali Mohamed        | 2:05,12 min | Rabat                 | 26. August 2019    | Souhra Ali Mohamed in der Datenbank von World Athletics (englisch)        |
| Ecuador                        | Ecuador                        | Andrea Calderón           | 2:04,00 min | Santa Marta           | 23. November 2017  | Andrea Calderón in der Datenbank von World Athletics (englisch)           |
| El Salvador                    | El Salvador                    | Ana Gabriela Quezada      | 2:09,03 min |                       | 19. Mai 2001       | [ 16 ]                                                                    |
| Elfenbeinküste                 | Elfenbeinküste                 | Célestine N’Drin          | 2:02,99 min | Durham                | 30. Mai 1990       | Célestine N’Drin in der Datenbank von World Athletics (englisch)          |
| Eritrea                        | Eritrea                        | Lemlem Bereket            | 2:04,37 min | Montreal              | 28. Juni 2006      | Lemlem Bereket in der Datenbank von World Athletics (englisch)            |
| Estland                        | Estland                        | Raissa Ruus               | 2:02,1 min  | Moskau                | 20. Juli 1972      | [ 17 ]                                                                    |
| Eswatini                       | Eswatini                       | Bongiwe Mndzebele         | 2:11,48 min | Germiston             | 8. Juni 2002       | Bongiwe Mndzebele in der Datenbank von World Athletics (englisch)         |
| Fidschi                        | Fidschi                        | Makelesi Batimala         | 2:08,81 min | Brisbane              | 30. Mai 2008       | [ 18 ]                                                                    |
| Finnland                       | Finnland                       | Sara Kuivisto             | 1:59,41 min | Tokio                 | 31. Juli 2021      | Sara Kuivisto in der Datenbank von World Athletics (englisch)             |
| Frankreich                     | Frankreich                     | Patricia Djaté-Taillard   | 1:56,53 min | Monaco                | 9. September 1995  | Patricia Djaté-Taillard in der Datenbank von World Athletics (englisch)   |
| Französisch-Polynesien         | Franzosisch-Polynesien         | Marie-Line Marraud        | 2:13,62 min | Pirae                 | 5. Mai 1988        | [ 19 ]                                                                    |
| Gabun                          | Gabun                          | Marlyse Nsourou           | 2:11,89 min | Celle Ligure          | 26. Juni 2007      | [ 20 ]                                                                    |
| Gambia                         | Gambia                         | Sanu Jallow               | 2:03,91 min | Paris                 | 2. August 2024     | Sanu Jallow in der Datenbank von World Athletics (englisch)               |
| Georgien                       | Georgien                       | Yelena Shapowalowa        | 2:05,8 min  | Tiflis                | 12. Mai 1983       | [ 21 ]                                                                    |
| Ghana                          | Ghana                          | Akosua Serwah             | 1:59,60 min | Rom                   | 2. Juli 2004       | Akosua Serwah in der Datenbank von World Athletics (englisch)             |
| Gibraltar                      | Gibraltar                      | Kim Baglietto             | 2:17,82 min | Brixen                | 9. Juli 2009       | [ 22 ]                                                                    |
| Grenada                        | Grenada                        | Neisha Bernard-Thomas     | 1:59,60 min | Kingston              | 1. Mai 2010        | Neisha Bernard-Thomas in der Datenbank von World Athletics (englisch)     |
| Griechenland                   | Griechenland                   | Maria Papadopoulou        | 1:59,79 min | Athen                 | 14. Juni 2005      | Maria Papadopoulou in der Datenbank von World Athletics (englisch)        |
| Guatemala                      | Guatemala                      | Ana Lucia Hurtado         | 2:08,70 min |                       | 17. Mai 2001       | [ 23 ]                                                                    |
| Guinea                         | Guinea-a                       | Adama Soumah              | 2:13,84 min | Conakry               | 27. Dezember 2002  | [ 24 ]                                                                    |
| Guinea-Bissau                  | Guinea-Bissau                  | Alberta Cape              | 2:17,05 min | Sydney                | 22. September 2000 | [ 25 ]                                                                    |
| Guyana                         | Guyana                         | Marian Burnett            | 1:59,47 min | Palo Alto             | 31. Mai 2004       | Marian Burnett in der Datenbank von World Athletics (englisch)            |
| Haiti                          | Haiti                          | Victoria Guerrier         | 2:03,07 min | Orlando               | 22. März 2025      | Victoria Guerrier in der Datenbank von World Athletics (englisch)         |
| Honduras                       | Honduras                       | Olga Zepeda               | 2:22,4 min  | San José              | 22. Juli 1989      | [ 26 ]                                                                    |
| Hongkong                       | Hongkong                       | Yin Yee Li                | 2:11,92 min | Hongkong              | 3. November 1996   | [ 27 ]                                                                    |
| Indien                         | Indien                         | Tintu Lukka               | 1:59,17 min | Split                 | 4. September 2010  | Tintu Lukka in der Datenbank von World Athletics (englisch)               |
| Indonesien                     | Indonesien                     | Esther Sumah              | 2:06,11 min | Singapur              | 16. Juni 1993      | [ 28 ]                                                                    |
| Irak                           | Irak                           | Eman Sabeeh Hussain       | 2:04,92 min | Casablanca            | 5. August 1985     | [ 29 ]                                                                    |
| Iran                           | Iran                           | Toktam Dastarbandan       | 2:09,28 min | Gorgan                | 28. Juni 2022      | Toktam Dastarbandan in der Datenbank von World Athletics (englisch)       |
| Irland                         | Irland                         | Ciara Mageean             | 1:58,41 min | Manchester            | 25. Mai 2024       | Ciara Mageean in der Datenbank von World Athletics (englisch)             |
| Island                         | Island                         | Aníta Hinriksdóttir       | 2:00,05 min | Oslo                  | 15. Juni 2017      | Aníta Hinriksdóttir in der Datenbank von World Athletics (englisch)       |
| Israel                         | Israel                         | Edna Chomik               | 2:04,05 min | La Chaux-de-Fonds     | 8. August 1993     | Edna Chomik in der Datenbank von World Athletics (englisch)               |
| Italien                        | Italien                        | Gabriella Dorio           | 1:57,66 min | Pisa                  | 5. Juli 1980       | Gabriella Dorio in der Datenbank von World Athletics (englisch)           |
| Jamaika                        | Jamaika                        | Natoya Goule-Toppin       | 1:55,96 min | Eugene                | 17. September 2023 | Natoya Goule-Toppin in der Datenbank von World Athletics (englisch)       |
| Japan                          | Japan                          | Rin Kubo                  | 2:00,28 min | Fukuroi               | 3. Mai 2025        | Rin Kubo in der Datenbank von World Athletics (englisch)                  |
| Jemen                          | Jemen                          | Hanin Thabit              | 2:38,61 min | Nanjing               | 23. August 2014    | [ 30 ]                                                                    |
| Jordanien                      | Jordanien                      | Tamara Armoush            | 2:10,01 min | Oxford                | 23. Juli 2016      | Tamara Armoush in der Datenbank von World Athletics (englisch)            |
| Kambodscha                     | Kambodscha                     | Sreyroth Khan             | 2:23,16 min | Hanoi                 | 16. Mai 2022       | Sreyroth Khan in der Datenbank von World Athletics (englisch)             |
| Kamerun                        | Kamerun                        | Stéphanie Nicole Zanga    | 2:03,9 min  | Yaoundé               | 9. Juni 2001       | [ 31 ]                                                                    |
| Kanada                         | Kanada                         | Melissa Bishop            | 1:57,01 min | Monaco                | 21. Juli 2017      | Melissa Bishop in der Datenbank von World Athletics (englisch)            |
| Kap Verde                      | Kap Verde                      | Sonia Lopes               | 2:15,10 min | Praia                 | 1. August 1999     | [ 32 ]                                                                    |
| Kasachstan                     | Kasachstan                     | Walentina Gerassimowa     | 1:56,0 min  | Kiew                  | 12. Juni 1976      | Walentina Gerassimowa in der Datenbank von World Athletics (englisch)     |
| Katar                          | Katar                          | Maroua Mustafa            | 2:31,67 min | Doha                  | 26. Februar 2010   | [ 33 ]                                                                    |
| Kenia                          | Kenia                          | Pamela Jelimo             | 1:54,01 min | Zürich                | 29. August 2006    | Pamela Jelimo in der Datenbank von World Athletics (englisch)             |
| Kirgisistan                    | Kirgisistan                    | Ljudmila Derewjankina     | 1:58,85 min | Kiew                  | 30. Juli 1988      | [ 34 ]                                                                    |
| Kiribati                       | Kiribati                       | Ruute Keakea              | 2:38,2 min  | Tarawa                | 9. Juli 1999       | [ 35 ]                                                                    |
| Kolumbien                      | Kolumbien                      | Rosibel García            | 1:59,38 min | Peking                | 16. August 2008    | Rosibel García in der Datenbank von World Athletics (englisch)            |
| Komoren                        | Komoren                        | Salhate Djamaldine        | 2:10,53 min | Montgeron             | 14. Mai 2006       | Salhate Djamaldine in der Datenbank von World Athletics (englisch)        |
| Demokratische Republik Kongo   | Kongo Demokratische Republik   | Noelly Mankatu Bibiche    | 2:06,17 min | Paris                 | 23. Juli 2004      | Noelly Mankatu Bibiche in der Datenbank von World Athletics (englisch)    |
| Republik Kongo                 | Kongo Republik                 | Léontine Tsiba            | 2:04,08 min | Sydney                | 22. September 2000 | Leontine Tsiba in der Datenbank von World Athletics (englisch)            |
| Nordkorea                      | Korea Nord                     | Shin Kim-dan              | 1:58,0 min  | Pjöngjang             | 5. September 1964  | [ 36 ]                                                                    |
| Südkorea                       | Korea Sud                      | Huh Yeon-jung             | 2:04,12 min | Kawasaki              | 29. September 2010 | Huh Yeon-jung in der Datenbank von World Athletics (englisch)             |
| Kosovo                         | Kosovo                         | Gresa Bakraçi             | 2:07,67 min | Chorzów               | 21. Juni 2023      | Gresa Bakraçi in der Datenbank von World Athletics (englisch)             |
| Kroatien                       | Kroatien                       | Slobodanka Čolović        | 1:56,51 min | Belgrad               | 17. Juni 1987      | Slobodanka Čolović in der Datenbank von World Athletics (englisch)        |
| Kuba                           | Kuba                           | Ana Fidelia Quirot        | 1:54,44 min | Barcelona             | 9. September 1989  | Ana Fidelia Quirot in der Datenbank von World Athletics (englisch)        |
| Kuwait                         | Kuwait                         | Danah al-Nasrallah        | 2:08,91 min | Windsor               | 21. Mai 2016       | Danah al-Nasrallah in der Datenbank von World Athletics (englisch)        |
| Laos                           | Laos                           | Lodkeo Inthakoumman       | 2:13,16 min | Ubon Ratchathani      | 17. Januar 2019    | Lodkeo Inthakoumman in der Datenbank von World Athletics (englisch)       |
| Lesotho                        | Lesotho                        | Tsepang Sello             | 2:05,04 min | Stellenbosch          | 6. April 2019      | Tsepang Sello in der Datenbank von World Athletics (englisch)             |
| Lettland                       | Lettland                       | Marita Ārente             | 1:58,64 min | Moskau                | 19. Juli 1984      | Marita Ārente in der Datenbank von World Athletics (englisch)             |
| Libanon                        | Libanon                        | Saria Traboulsi           | 2:11,49 min | Beirut                | 25. Juli 2013      | Saria Traboulsi in der Datenbank von World Athletics (englisch)           |
| Liberia                        | Liberia                        | Fatimoh Muhammed          | 2:01,89 min | Sacramento            | 9. Juni 2007       | [ 37 ]                                                                    |
| Libyen                         | Libyen                         | Zainab al-Sanousi         | 2:21,65 min | Ibrid                 | 12. August 1999    | [ 38 ]                                                                    |
| Liechtenstein                  | Liechtenstein                  | Maria Ritter              | 2:02,82 min | Koblenz               | 27. August 1980    | Maria Ritter in der Datenbank von World Athletics (englisch)              |
| Litauen                        | Litauen                        | Dalia Matusevičienė       | 1:56,7 min  | Kiew                  | 25. Juni 1988      | Dalia Matusevičienė in der Datenbank von World Athletics (englisch)       |
| Luxemburg                      | Luxemburg                      | Charline Mathias          | 2:00,35 min | Heusden-Zolder        | 21. Juli 2018      | Charline Mathias in der Datenbank von World Athletics (englisch)          |
| Macau                          | Macau                          | Ka Men Leong              | 2:22,94 min | Hongkong              | 7. Juli 2007       | [ 39 ]                                                                    |
| Madagaskar                     | Madagaskar                     | Martine Rasoarimalala     | 2:04,22 min | Antananarivo          | 26. Juli 1997      | [ 40 ]                                                                    |
| Malawi                         | Malawi                         | Gertrude Banda            | 2:09,16 min | Abuja                 | 14. Oktober 2003   | Gertrude Banda in der Datenbank von World Athletics (englisch)            |
| Malaysia                       | Malaysia                       | Josephine Mary Singarayar | 2:07,44 min | Seoul                 | 30. September 1986 | Josephine Mary Singarayar in der Datenbank von World Athletics (englisch) |
| Malediven                      | Malediven                      | Aishath Reesha            | 2:28,00 min | Berlin                | 16. August 2009    | Aishath Reesha in der Datenbank von World Athletics (englisch)            |
| Mali                           | Mali                           | Dipa Traore               | 2:11,7 min  | Niamey                | 23. Mai 2003       | [ 41 ]                                                                    |
| Malta                          | Malta                          | Tanya Blake               | 1:59,56 min | Eugene                | 25. Mai 2003       | Tanya Blake in der Datenbank von World Athletics (englisch)               |
| Marokko                        | Marokko                        | Hasna Benhassi            | 1:56,43 min | Athen                 | 23. August 2004    | Hasna Benhassi in der Datenbank von World Athletics (englisch)            |
| Marshallinseln                 | Marshallinseln                 | Haley Nemra               | 2:13,83 min | Pasco                 | 23. Mai 2008       | [ 42 ]                                                                    |
| Mauretanien                    | Mauretanien                    | Aicha Fall                | 2:27,97 min | London                | 8. August 2012     | Aicha Fall in der Datenbank von World Athletics (englisch)                |
| Mauritius                      | Mauritius                      | Sheila Seebaluck          | 2:03,79 min | Rehlingen-Siersburg   | 23. Mai 1988       | Sheila Seebaluck in der Datenbank von World Athletics (englisch)          |
| Mexiko                         | Mexiko                         | Mariela Luisa Real        | 2:00,92 min | Portland              | 29. Mai 2021       | Mariela Luisa Real in der Datenbank von World Athletics (englisch)        |
| Mikronesien                    | Mikronesien Foderierte Staaten | Adriana Jack              | 2:34,64 min | Tumon                 | 4. August 1975     | [ 43 ]                                                                    |
| Moldau                         | Moldau Republik                | Ljubow Iwanowa            | 1:59,3 min  | Podolsk               | 12. August 1978    | [ 44 ]                                                                    |
| Monaco                         | Monaco                         | Marie-Cécile Rivetta      | 2:23,17 min | Nikosia               | 18. Mai 1989       | Marie-Cécile Rivetta in der Datenbank von World Athletics (englisch)      |
| Mongolei                       | Mongolei                       | Sosor Sarantuyaa          | 2:11,7 min  | Berlin                | 14. Juni 1978      | [ 45 ]                                                                    |
| Montenegro                     | Montenegro                     | Slađana Perunović         | 2:10,33 min | Berane                | 11. Juli 2012      | Slađana Perunović in der Datenbank von World Athletics (englisch)         |
| Mosambik                       | Mosambik                       | Maria de Lurdes Mutola    | 1:55,19 min | Zürich                | 17. August 1994    | Maria de Lurdes Mutola in der Datenbank von World Athletics (englisch)    |
| Myanmar                        | Myanmar                        | Myint Myint Aye           | 2:01,80 min | Rangun                | 13. Februar 2005   | Myint Myint Aye in der Datenbank von World Athletics (englisch)           |
| Namibia                        | Namibia                        | Agnes Samaria             | 1:59,15 min | Manchester            | 29. Juli 2002      | Agnes Samaria in der Datenbank von World Athletics (englisch)             |
| Nauru                          | Nauru                          | Tawaieta Lausaveve        | 2:44,6 min  |                       | 12. Juni 1971      | [ 46 ]                                                                    |
| Nepal                          | Nepal                          | Raj Kumari Pandey         | 2:11,05 min | Islamabad             | 23. Oktober 1989   | Raj Kumari Pandey in der Datenbank von World Athletics (englisch)         |
| Neuseeland                     | Neuseeland                     | Toni Hodgkinson           | 1:58,25 min | Atlanta               | 27. Juli 1996      | Toni Hodgkinson in der Datenbank von World Athletics (englisch)           |
| Nicaragua                      | Nicaragua                      | Xiomara Larios            | 2:07,1 min  | Santiago de Kuba      | 6. Juni 1980       | [ 47 ]                                                                    |
| Niederlande                    | Niederlande                    | Ellen van Langen          | 1:55,54 min | Barcelona             | 3. August 1992     | Ellen van Langen in der Datenbank von World Athletics (englisch)          |
| Niger                          | Niger                          | Ramatoulaye Moumouni      | 2:12,8 min  | Grasse                | 11. Juli 1980      | [ 48 ]                                                                    |
| Nigeria                        | Nigeria                        | Grace Ebor                | 2:02,04 min | Abuja                 | 15. Oktober 2003   | Grace Ebor in der Datenbank von World Athletics (englisch)                |
| Nordmazedonien                 | Nordmazedonien                 | Elizabeta Bozinovska      | 2:09,6 min  | Skopje                | 19. Mai 1981       | [ 49 ]                                                                    |
| Norwegen                       | Norwegen                       | Hedda Hynne               | 1:58,10 min | Bellinzona            | 15. September 2020 | Hedda Hynne in der Datenbank von World Athletics (englisch)               |
| Oman                           | Oman                           | Samira al-Harrasi         | 2:39,51 min | Kairo                 | 6. Mai 2010        | [ 50 ]                                                                    |
| Österreich                     | Osterreich                     | Stephanie Graf            | 1:56,64 min | Sydney                | 25. September 2000 | Stephanie Graf in der Datenbank von World Athletics (englisch)            |
| Osttimor                       | Osttimor                       | Angela Freitas            | 2:08,88 min | Doha                  | 21. April 2019     | Angela Freitas in der Datenbank von World Athletics (englisch)            |
| Pakistan                       | Pakistan                       | Parveen Bushra            | 2:08,04 min | Colombo               | 26. August 2006    | Parveen Bushra in der Datenbank von World Athletics (englisch)            |
| Palästina                      | Palastina Autonomiegebiete     | Layla al-Masri            | 2:12,21 min | Paris                 | 2. August 2024     | Layla al-Masri in der Datenbank von World Athletics (englisch)            |
| Palau                          | Palau                          | Dannette Ricky            | 2:37,6 min  | Guam                  | 31. März 1994      | [ 51 ]                                                                    |
| Panama                         | Panama                         | Andrea Ferris             | 2:01,63 min | Ponce                 | 12. Mai 2012       | Andea Ferris in der Datenbank von World Athletics (englisch)              |
| Papua-Neuguinea                | Papua-Neuguinea                | Salome Dell               | 2:03,53 min | Neu-Delhi             | 10. Oktober 2010   | Salome Dell in der Datenbank von World Athletics (englisch)               |
| Paraguay                       | Paraguay                       | María Caballero           | 2:06,38 min | Trujillo              | 28. November 2013  | María Caballero in der Datenbank von World Athletics (englisch)           |
| Peru                           | Peru                           | Anita Poma                | 2:05,57 min | Valledupar            | 5. Juli 2022       | Anita Poma in der Datenbank von World Athletics (englisch)                |
| Philippinen                    | Philippinen                    | Nenita Dungca             | 2:07,01 min | Bangkok               | 13. Dezember 1985  | [ 52 ]                                                                    |
| Polen                          | Polen                          | Jolanta Januchta          | 1:56,95 min | Budapest              | 11. August 1980    | Jolanta Januchta in der Datenbank von World Athletics (englisch)          |
| Portugal                       | Portugal                       | Carla Sacramento          | 1:58,94 min | Zürich                | 13. August 1997    | Carla Sacramento in der Datenbank von World Athletics (englisch)          |
| Puerto Rico                    | Puerto Rico                    | Angelita Lind             | 2:01,31 min | Walnut                | 25. Juli 1984      | [ 53 ]                                                                    |
| Ruanda                         | Ruanda                         | Beatha Nishimwe           | 2:05,19 min | Dschibuti             | 15. März 2019      | Beatha Nishimwe in der Datenbank von World Athletics (englisch)           |
| Rumänien                       | Rumänien                       | Doina Melinte             | 1:55,05 min | Bukarest              | 12. Juli 1986      | Doina Melinte in der Datenbank von World Athletics (englisch)             |
| Russland                       | Russland                       | Olga Minejewa             | 1:54,81 min | Moskau                | 27. Juli 1980      | Olga Minejewa in der Datenbank von World Athletics (englisch)             |
| Salomonen                      | Salomonen                      | Dorothy Daonanita         | 2:19,94 min | Auckland              | 24. Februar 1994   | [ 54 ]                                                                    |
| Sambia                         | Sambia                         | Felistus Mpande           | 2:00,10 min | Ndola                 | 22. Februar 2020   | Felistus Mpande in der Datenbank von World Athletics (englisch)           |
| Samoa                          | Samoa                          | Kim Peterson              | 2:17,60 min | Christchurch          | 1. April 1984      | [ 55 ]                                                                    |
| San Marino                     | San Marino                     | Elisa Vagnini             | 2:08,66 min | Schaan                | 25. Mai 1999       | [ 56 ]                                                                    |
| São Tomé und Príncipe          | Sao Tome und Principe          | Euridice Borges Semedo    | 2:09,38 min | Algier                | 1. Juli 2000       | Euridice Borges Semedo in der Datenbank von World Athletics (englisch)    |
| Saudi-Arabien                  | Saudi-Arabien                  | Sarah al-Helal            | 2:26,22 min | Oran                  | 1. Mai 2025        | Sarah al-Helal in der Datenbank von World Athletics (englisch)            |
| Schweden                       | Schweden                       | Lovisa Lindh              | 1:58,77 min | Lausanne              | 6. Juli 2017       | Lovisa Lindh in der Datenbank von World Athletics (englisch)              |
| Schweiz                        | Schweiz                        | Audrey Werro              | 1:57,76 min | Bellinzona            | 9. September 2024  | Audrey Werro in der Datenbank von World Athletics (englisch)              |
| Senegal                        | Senegal                        | Ndew Niang                | 2:09,0 min  | Saint-Maur-des-Fossés | 3. Mai 1978        | [ 57 ]                                                                    |
| Serbien                        | Serbien                        | Amela Terzić              | 1:59,90 min | Stara Sagora          | 20. Juni 2015      | Amela Terzić in der Datenbank von World Athletics (englisch)              |
| Seychellen                     | Seychellen                     | Nathacha Bibi             | 2:16,85 min | Victoria              | 14. August 2000    | [ 58 ]                                                                    |
| Sierra Leone                   | Sierra Leone                   | Melrose Mansaray          | 2:09,7 min  | Saint-Maur-des-Fossés | 27. Juli 1994      | [ 59 ]                                                                    |
| Simbabwe                       | Simbabwe                       | Julia Sakara              | 2:00,49 min | Kuala Lumpur          | 21. August 1981    | Julia Sakara in der Datenbank von World Athletics (englisch)              |
| Singapur                       | Singapur                       | Lee Chee Swee             | 2:07,4 min  | San Diego             | 31. Mai 1976       | Lee Chee Swee in der Datenbank von World Athletics (englisch)             |
| Slowakei                       | Slowakei                       | Gabriela Gajanová         | 1:58,22 min | Paris                 | 4. August 2024     | Gabriela Gajanová in der Datenbank von World Athletics (englisch)         |
| Slowenien                      | Slowenien                      | Jolanda Čeplak            | 1:55,19 min | Heusden-Zolder        | 20. Juli 2002      | Jolanda Čeplak in der Datenbank von World Athletics (englisch)            |
| Somalia                        | Somalia                        | Hamdi Sheikh Mohamud      | 2:20,0 min  | Mogadischu            | 9. Februar 2003    | [ 60 ]                                                                    |
| Spanien                        | Spanien                        | Maite Zúñiga              | 1:57,45 min | Sevilla               | 1. Juni 1988       | Maite Zúñiga in der Datenbank von World Athletics (englisch)              |
| Sri Lanka                      | Sri Lanka                      | Gayanthika Abeyrathne     | 2:01,20 min | Birmingham            | 2. August 2022     | Gayanthika Abeyrathne in der Datenbank von World Athletics (englisch)     |
| St. Kitts und Nevis            | Saint Kitts Nevis              | Reanda Richards           | 2:14,66 min | Cali                  | 30. Mai 2015       | [ 61 ]                                                                    |
| St. Lucia                      | Saint Lucia                    | Augustina Charles         | 2:06,30 min | Bridgetown            | 26. Juni 1999      | Augustina Charles in der Datenbank von World Athletics (englisch)         |
| St. Vincent und die Grenadinen | Saint Vincent Grenadinen       | Shafiqua Maloney          | 1:57,59 min | Paris                 | 4. August 2024     | Shafiqua Maloney in der Datenbank von World Athletics (englisch)          |
| Südafrika                      | Sudafrika                      | Caster Semenya            | 1:54,25 min | Paris                 | 30. Juni 2018      | Caster Semenya in der Datenbank von World Athletics (englisch)            |
| Sudan                          | Sudan                          | Muna Jabir Adam           | 2:02,42 min | Rabat                 | 23. Mai 2009       | [ 62 ]                                                                    |
| Südsudan                       | Sudsudan                       |                           |             |                       |                    |                                                                           |
| Suriname                       | Suriname                       | Letitia Vriesde           | 1:56,68 min | Göteborg              | 13. August 1995    | Letitia Vriesde in der Datenbank von World Athletics (englisch)           |
| Syrien                         | Syrien                         | Hala el-Moughrabi         | 2:10,3 min  | Damaskus              | 25. Juni 1987      | Hala el-Moughrabi in der Datenbank von World Athletics (englisch)         |
| Tadschikistan                  | Tadschikistan                  | Kristina Pronschenko      | 2:15,41 min | Taschkent             | 5. Juni 2022       | Kristina Pronschenko in der Datenbank von World Athletics (englisch)      |
| Tansania                       | Tansania                       | Lwiza Msyani John         | 1:59,58 min | Yokohama              | 9. September 2000  | Lwiza Msyani John in der Datenbank von World Athletics (englisch)         |
| Thailand                       | Thailand                       | Sasithorn Chanthanuhong   | 2:03,46 min | Jakarta               | 26. September 1985 | [ 63 ]                                                                    |
| Togo                           | Togo                           | Sandrine Thiebaud-Kangni  | 2:07,29 min | Tomblaine             | 20. Juli 2006      | Sandrine Thiebaud-Kangni in der Datenbank von World Athletics (englisch)  |
| Tonga                          | Tonga                          | Vasa Tulahe               | 2:14,0 min  | Canberra              | 11. März 1995      | [ 64 ]                                                                    |
| Trinidad und Tobago            | Trinidad und Tobago            | Alena Brooks              | 2:01,81 min | Gold Coast            | 12. April 2018     | Alena Brooks in der Datenbank von World Athletics (englisch)              |
| Tschad                         | Tschad                         | Fraïda Hassanatte         | 2:08,04 min | San Vendemiano        | 17. Juni 2025      | Fraïda Hassanatte in der Datenbank von World Athletics (englisch)         |
| Tschechien                     | Tschechien                     | Jarmila Kratochvílová     | 1:53,28 min | München               | 26. Juli 1983      | Jarmila Kratochvílová in der Datenbank von World Athletics (englisch)     |
| Tunesien                       | Tunesien                       | Abir Nakhli               | 2:00,70 min | Namur                 | 26. Juli 2002      | Abir Nakhli in der Datenbank von World Athletics (englisch)               |
| Türkei                         | Turkei                         | Dilek Koçak               | 1:59,94 min | Nembro                | 19. Juni 2024      | Dilek Koçak in der Datenbank von World Athletics (englisch)               |
| Turkmenistan                   | Turkmenistan                   | Svetlana Sots             | 2:06,84 min | Donezk                | 7. September 1984  | [ 65 ]                                                                    |
| Turks- und Caicosinseln        | Turksinseln und Caicosinseln   | Saly Gonzales             | 2:22,01 min | Nassau                | 1. April 2002      | [ 66 ]                                                                    |
| Tuvalu                         | Tuvalu                         |                           |             |                       |                    |                                                                           |
| Uganda                         | Uganda                         | Halimah Nakaayi           | 1:57,26 min | London                | 20. Juli 2024      | Halimah Nakaayi in der Datenbank von World Athletics (englisch)           |
| Ukraine                        | Ukraine                        | Nadija Olisarenko         | 1:53,43 min | Moskau                | 27. Juli 1980      | Nadija Olisarenko in der Datenbank von World Athletics (englisch)         |
| Ungarn                         | Ungarn                         | Judit Varga               | 1:59,46 min | Ostrava               | 12. Juni 2003      | Judit Varga in der Datenbank von World Athletics (englisch)               |
| Uruguay                        | Uruguay                        | Déborah Rodríguez         | 2:00,20 min | Genf                  | 12. Juni 2021      | Déborah Rodríguez in der Datenbank von World Athletics (englisch)         |
| Usbekistan                     | Usbekistan                     | Samira Saizewa            | 1:56,21 min | St. Petersburg        | 27. Juli 1983      | Samira Saizewa in der Datenbank von World Athletics (englisch)            |
| Vanuatu                        | Vanuatu                        | Mary-Estelle Kapalu       | 2:13,69 min | Pirae                 | 4. Juni 1995       | [ 67 ]                                                                    |
| Venezuela                      | Venezuela                      | Yenny Mejias              | 2:04,5 min  | San Felipe            | 24. Juli 2004      | [ 68 ]                                                                    |
| Vereinigte Arabische Emirate   | Vereinigte Arabische Emirate   | Betlhem Desalegn          | 2:06,81 min | Sollentuna            | 5. August 2013     | Betlhem Desalegn in der Datenbank von World Athletics (englisch)          |
| Vereinigte Staaten             | Vereinigte Staaten             | Athing Mu                 | 1:54,97 min | Eugene                | 17. September 2023 | Athing Mu in der Datenbank von World Athletics (englisch)                 |
| Vereinigtes Königreich         | Vereinigtes Konigreich         | Keely Hodgkinson          | 1:54,61 min | London                | 20. Juli 2024      | Keely Hodgkinson in der Datenbank von World Athletics (englisch)          |
| Vietnam                        | Vietnam                        | Trương Thanh Hằng         | 2:00,91 min | Guangzhou             | 25. November 2010  | Trương Thanh Hằng in der Datenbank von World Athletics (englisch)         |
| Zentralafrikanische Republik   | Zentralafrikanische Republik   | Elisabeth Mandaba         | 2:11,70 min | Rio de Janeiro        | 17. August 2016    | Elisabeth Mandaba in der Datenbank von World Athletics (englisch)         |
| Zypern                         | Zypern Republik                | Natalia Evangelidou       | 2:01,77 min | Gold Coast            | 12. April 2018     | Natalia Evangelidou in der Datenbank von World Athletics (englisch)       |